# Eigenheiten (Album)
Eigenheiten ist das zweite Studioalbum des österreichischen Austropop-Musikers und Liedermachers Wolfgang Ambros.

## Produktion
Wolfgang Ambros und sein Freund und Texter Joesi Prokopetz produzierten 1973 das sehr erfolgreiche Studioalbum Eigenheiten. Es ist das einzige Ambros-Album, wo die Mehrheit der Lieder in Schriftdeutsch verfasst sind ("Des kannst net mach'n", "I werd’ mi bessern", "I drah zua" und "Dei Foto" sind im Wiener Dialekt gesungen).

## Titelliste
1. Wolfgang Amadeus Mozart – 3:58 (H. G. Hausner, V. Vane, W. Ambros)
2. Mädchen Marihuana – 4:12 (D. Gößweiner, W. Ambros)
3. Des kannst net mach'n – 2:37 (W. Ambros)
4. Heidenspaß (mir geht es wie dem Jesus) – 3:00 (D. Gößweiner, W. Ambros)
5. Oh Rosemarie – 3:41 (H. G. Hausner, W. Ambros)
6. I werd’ mi bessern – 2:49 (H. G. Hausner, W. Ambros)
7. I drah zua – 3:40 (H. G. Hausner, V. Vane, W. Ambros)
8. Alfred Hitter – 2:48 (J. Prokopetz, W. Ambros)
9. Dei Foto – 3:45 (W. Ambros)
10. Eigenheiten – 4:05 (H. G. Hausner, W. Ambros)
11. Nur das Summen einer Fliege – 4:47 (J. Prokopetz, W. Ambros)

## Charts und Chartplatzierungen
| ChartsChartplatzierungen | Höchstplatzierung | Wochen |
| ------------------------ | ----------------- | ------ |
| Österreich (Ö3)          | 8 (4 Wo.)         | 4      |